# Јована Ерић
Јована Ерић (Лозница, 22. јануар 1992) је српска шахисткиња која носи титулу женског велемајстора. Завршила је основне и мастер студије на Биолошком факултету у Београду.

## Каријера
Јована Ерић је научила да игра шах са шест година. Постала је женски интермајстор 2010., а женски велемајстор 2018. године.
Била је првакиња Србије 2011. и 2021. године.
Наступала је за репрезентацију Србије четири пута на Шаховској Олимпијади и пет пута на Европском првенству.